# Araçagi
Araçagi es un municipio brasileño del estado de Paraíba. 

## Historia
Araçagi surgió a mediados del siglo XVIII, cuando la región servía de posada para los mercadores y tangerinos de ganado que praticaban el comercio entre Mamanguape, que, en la época, era conocida como Monte-Mor, Guarabira y los sectores de la entonces provincia de Paraíba. Algunos de esos mercadores establecieron relaciones de amistad con los indios Guandus y se establecieron en un lugar conocido como Río de los Araçás.
La emancipación política fue conseguida gracias a los esfuerzos de tres hombres: João Pessoa de Brito, Juán Felix da Silva y Olivio Cámara Maroja. La emancipación de Araçagi fue obtenida gracias a la Ley Estatal 2 147, del 22 de julio de 1959.